# Никулин, Николай Владимирович
Николай Владимирович Никулин — советский хозяйственный, государственный и политический деятель.

## Биография
Родился в 1906 году. Член КПСС.
С 1929 года — на хозяйственной, общественной и политической работе. В 1929—1983 гг. — инженер, на руководящих должностях на двигателестроительных заводах, директор завода № 718 (Горьковского дизелестроительного завода «Двигатель революции») Народного комиссариата миномётного вооружения, начальник Главснаба Министерства машиностроения СССР, заместитель председателя Рязанского совнархоза, начальник Управления материально-технического снабжения Минприбора СССР.
Умер в Москве в 1985 году.